# Staré Hvězdlice
Staré Hvězdlice (deutsch Alt Wieslitz, früher Alt Hwiezdlitz) ist ein Ortsteil von Hvězdlice in Tschechien. Er liegt einen Kilometer nordnordwestlich von Nové Hvězdlice und gehört zum Okres Vyškov.

## Geographie
Staré Hvězdlice befindet sich in den Litenčické vrchy. Das Dorf liegt in der Talmulde des Baches Starohvězdlický potok. Nordöstlich erhebt sich der Klín (448 m), im Osten der Hradisko (518 m), südwestlich die Homole (336 m) und im Nordwesten der Holý kopec (Kahle Berg, 374 m).
Nachbarorte sind Žešov und Orlovice im Norden, Vanovsko, Boří za Zdravou Vodou und Lhota im Nordosten, Zdravá Voda und Nítkovice im Osten, Chvalkovice und Nové Hvězdlice im Südosten, Uhřice im Süden, Roštoutky, Šardičky und Bohaté Málkovice im Südwesten, Kozlany im Westen sowie Bohdalice und Pavlovice im Nordwesten.

## Geschichte

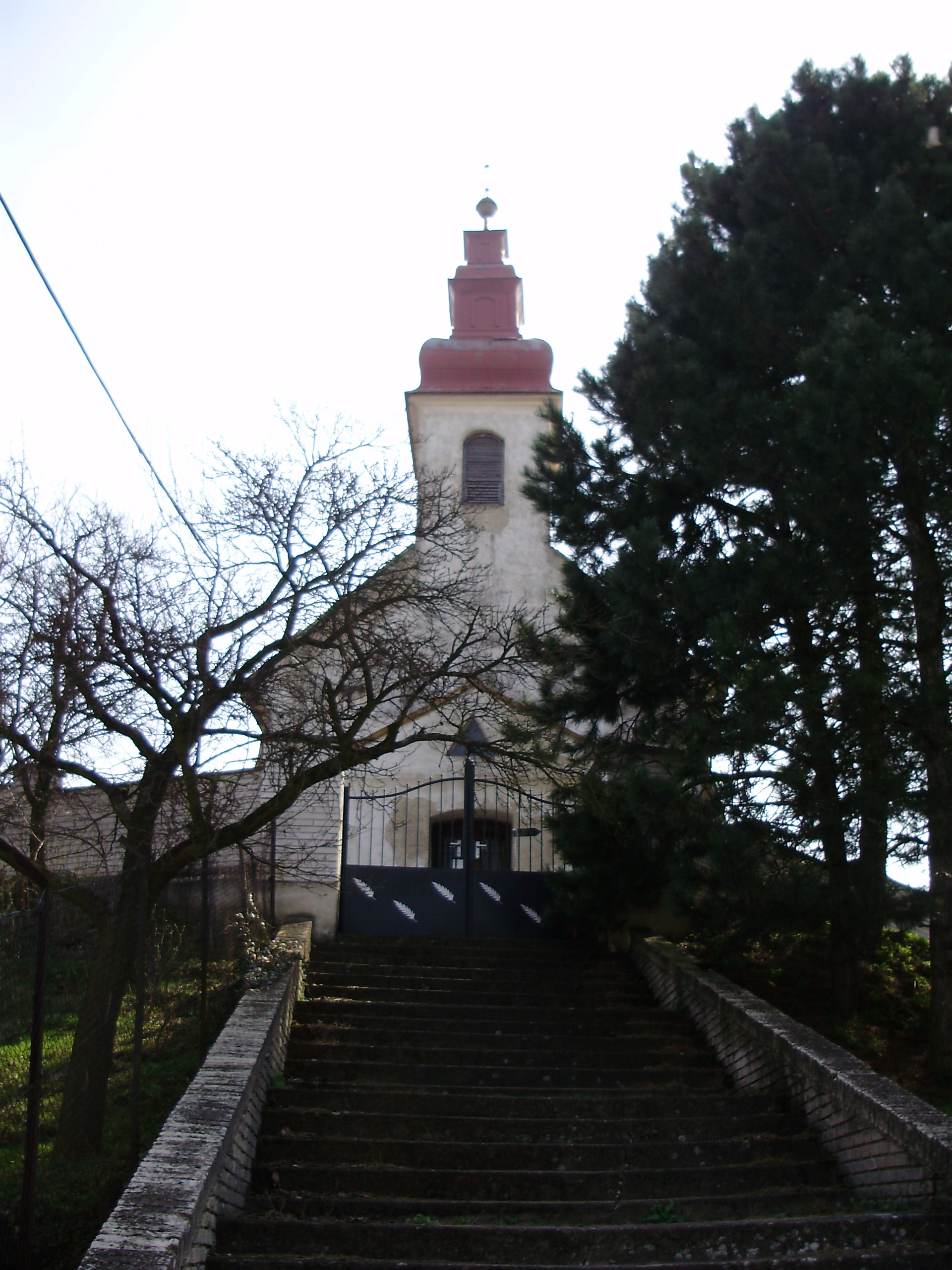
Kirche Allerheiligen

Die erste urkundliche Erwähnung des Dorfes erfolgte 1282 im Zusammenhang mit einem Scoch de Vyezdlicz (Skoch z Hvězdlic). Dieser wurde erneut 1297 zusammen mit seinem Sohn Onsic (Onšík) in einer Donationsurkurde für das Augustinerkloster St. Jakob in Olmütz genannt. Das Geschlecht von Hvězdlice war offenbar ein Zweig der Herren von Deblín und führte auch deren Sternwappen. Diese sind wahrscheinlich auch die Gründer des Marktes und der Feste Nové Hvězdlice. Das alte dorf wurde im Laufe der Zeit als Staré Hvězdlice bezeichnet. Zu den weiteren Besitzern gehörte Heinrich von Sprank, der seinen Anteil 1360 an Jan von Konitz Witwe Cäcilie überließ. 1374 verkaufte Ješek Hvězdlička von Hvězdlice seinen Anteil von Hvězdlice an Martin Nosek von Načešice. 1381 kaufte Jaroš von Cimburg, dem bereits Nové Hvězdlice gehörte, diesen Teil auf und 1391 erwarb er noch den Anteil von Peter von Krawarn hinzu. Damit wurde er alleiniger Besitzer der Alt Wieslitzer Güter.
Im Jahre 1411 erwarb das Augustinerkloster St. Thomas in Brünn den Markt Nové Hvězdlice und das Dorf Staré Hvězdlice einschließlich der seit dem mährischen Bruderkrieg wüsten Feste für 1020 Pfund Silber von Jaroš Bruder Albrecht Tovačovský von Cimburg. Der Orden errichtete in Nové Hvězdlice einen Verwaltungssitz, dem neben Staré Hvězdlice noch die Dörfer Německé Málkovice und Kozlany sowie Teile der Dörfer Černčín und Tschechen unterstanden. In den Hussitenkriegen bemächtigte sich Jan von Dlouhá Ves der klösterlichen Herrschaft. Die Augustiner verpfändeten die Güter um 1530 an Vilém von Víckov. Bis zur Mitte des 19. Jahrhunderts blieb Staré Hvězdlice immer den Augustiner-Eremiten, die 1783 nach Alt Brünn verwiesen wurden, untertänig.
Nach der Aufhebung der Patrimonialherrschaften bildete Staré Hvězdlice ab 1850 eine Gemeinde in der Bezirkshauptmannschaft Wischau. Zwischen 1950 und 1960 gehörte die Gemeinde zum Okres Bučovice und kam nach dessen Aufhebung mit Beginn des Jahres 1961 zum Okres Vyškov zurück. 1964 wurde Staré Hvězdlice mit Nové Hvězdlice zur Gemeinde Hvězdlice zusammengeschlossen. Im Jahre 1991 hatte das Dorf 85 Einwohner. Beim Zensus von 2001 lebten in den 55 Wohnhäusern von Staré Hvězdlice nur noch 59 Personen.

## Sehenswürdigkeiten
- Filialkirche Allerheiligen, der romanische Bau entstand in der 1. Hälfte des 13. Jahrhunderts und befindet sich am südöstlichen Ortsrand an einer Anhöhe
- Wallfahrtskapelle auf dem Hradisko